# الضالع (مدينة)
مدينة الضالع هي مركز محافظة الضالع اليمنية يبلغ تعداد سكانها 21783 نسمة حسب الإحصاء الذي جرى عام 2004.

## الموقع
تقع محافظة الضالع جنوب العاصمة صنعاء على بعد ( 245 كيلومتراً ) على خط عرض ( 42َ : 13ْ ) شمالاً ، وخط طول ( 43َ : 44ْ ) شرقاً ، يحدها من الشمال محافظة البيضاء ، ومن الشرق أجزاء من محافظتي البيضاء ولحج ، ومن الجنوب أجزاء من محافظتي لحج وتعز ، ومن الغرب محافظة إب .

## السكان
يبلغ عدد سكان مدينة الضالع وفقاً لنتائج التعداد العام للسكان والمساكن والمنشآت لعام ( 2004 م ) حوالي ( 21783 ) نسمة .

## المناخ
بشكل عام يسود مناخ محافظة الضالع الاعتدال صيفاً والبرودة شتاءً .

## الأسواق الشعبية
تقام العديد من الأسواق الشعبية الأسبوعية أهمها سوق الخميس في مدينة الضالع .